# Ken Kesey
Ken Kesey   (La Junta, 17 de setembre de 1935 - Sacred Heart Medical Center University District, 10 de novembre de 2001) va ser un escriptor estatunidenc.

## Biografia

### Primers anys
Kesey va néixer el 1935 a La Junta, fill dels grangers Geneva Smith i Frederick A. Kesey. Quan Kesey tenia 10 anys, la família es va traslladar a Springfield (Oregon) el 1946. Kesey va ser campió de lluita a l'escola secundària i la universitat en la categoria de 174 lliures de pes, i gairebé es va classificar per a formar part de l'equip olímpic, però una greu lesió a l'espatlla va aturar la seva carrera esportiva. Es va graduar a l'Springfield High School el 1953. Àvid lector i espectador de cinema, el Kesey va prendre com a models a John Wayne, Edgar Rice Burroughs i Zane Gray.
Mentre anava a l'Escola de Periodisme i Comunicació de la Universitat d'Oregon a Eugene el 1956, Kesey va fugir amb la seva companya sentimental i estudiant de la Universitat Estatal d'Oregon Norma «Faye» Haxby, a qui havia conegut a l'institut de secundària. Segons Kesey, «Sense Faye m'hauria vist arrossegat per la borda per la notorietat i les idees estranyes i alimentades amb la droga i les noies de flors amb ulls brillants i pits bulbosos». Casats fins a la seva mort, van tenir tres fills: Jed, Zane i Shannon. A més, amb l'aprovació de Faye, Ken va tenir una filla, Sunshine Kesey, amb la seva companya Merry Prankster Carolyn «Mountain Girl» Adams. Nascuda el 1966, Sunshine va ser criada per Adams i el seu padrastre, Jerry Garcia.
Kesey va tenir una beca de futbol durant el seu primer any, però va canviar a l'equip de lluita de la Universitat d'Oregon com a més adequat per a la seva estructura. Després de publicar un percentatge de victòries de.885 a la temporada 1956–57, va rebre la beca Fred Low per al lluitador destacat del nord-oest. El 1957, Kesey va quedar segon en la seva classe de pes a la competició interuniversitaria de la Costa del Pacífic. Es manté encara entre els 10 primers del percentatge de victòries de tots els temps d'Oregon Wrestling.
Membre de Beta Theta Pi al llarg dels seus estudis, Kesey es va graduar a la Universitat d'Oregon amb una llicenciatura el 1957. Cada cop més desvinculat dels cursos d'escriptura teatral i de guió que comprenien bona part de la seva especialitat, va començar a rebre classes de literatura a la segona meitat de la seva carrera universitària amb James B. Hall, un antic alumne cosmopolita de l'Iowa Writers' Workshop que abans havia ensenyat a la Universitat Cornell i més tard va exercir com a rector del College V a la Universitat de Califòrnia a Santa Cruz. Hall va prendre Kesey com el seu protegit i va conrear el seu interès per la ficció literària, introduint a Kesey (els interessos lectors del qual es limitaven fins aleshores a la ciència-ficció) a les obres d'Ernest Hemingway i d'altres models del modernisme literari. Després de l'última de les diverses estades breus d'estiu com a actor en dificultats a Los Angeles, Kesey va publicar el seu primer conte (Primer diumenge de setembre) a la Northwest Review i es va presentar amb èxit a la Woodrow Wilson National Fellowship, molt selectiva, per al període 1958–59.
Durant el seu primer any de beca, Kesey es va enfrontar freqüentment amb el director del Centre Wallace Stegner, que el va considerar una mena d'analfabet de gran talent i va rebutjar la sol·licitud de Kesey per a una beca departamental de Stegner abans de permetre la seva assistència com a Woodrow Wilson Fellow. Reforçant aquestes percepcions, el diputat de Stegner, Richard Scowcroft, va recordar més tard que «ni Wally ni jo pensàvem que tingués un talent especialment important». Segons Stone, Stegner «va veure en Kesey... com una amenaça per a la civilització, l'intel·lectualisme i la sobrietat» i va continuar rebutjant les sol·licituds de la beca Stegner de Kesey per als períodes 1959–60 i 1960–61.
No obstant això, Kesey va rebre el prestigiós premi Harper-Saxton de 2.000 dòlars per la seva primera novel·la en curs i va auditar el seminari d'escriptura de postgrau, una cortesia nominalment concedida als antics Stegner Fellows, tot i que Kesey només es va assegurar el seu lloc afirmant falsament que Scowcroft que el seu col·lega (en any sabàtic fins al 1960) «havia dit que podia assistir a classes gratuïtament» fins al trimestre 1960–61. El curs va ser impartit inicialment aquell any pel consultor editorial de Viking Press i l'eminència grisa de Lost Generation Malcolm Cowley, que sempre estava content de veure Kesey i la seva companya auditora Tillie Olsen. Cowley va ser succeït el trimestre següent per l'especialista en contes irlandès Frank O'Connor; Les freqüents disputes entre O'Connor i Kesey van precipitar finalment la seva sortida de la classe. Mentre estava sota la tutela de Cowley, va començar a redactar i taller un manuscrit que va evolucionar a One Flew Over the Cuckoo's Nest.
Reflexionant sobre aquest període en una entrevista de 1999 amb Robert K. Elder, Kesey va recordar: «Jo era massa jove per ser un beatnik i massa vell per ser un hippie».

### Experimentació amb drogues psicodèliques
A partir de 1964, ell i un grup d'amics, els Merry Pranksters, van ser pioners en l'experimentació lúdica i espiritual amb LSD i marihuana. En un autobús pintat amb colors fluorescents que van anomenar Further, els Merry Pranksters van recórrer els Estats Units i van anar establint gradualment molts dels elements discursius i visuals que després va popularitzar (i, segons el parer de Kesey, va trivialitzar) el moviment hippie. En aquesta labor van comptar amb la col·laboració del grup Grateful Dead, que acompanyava amb les seves improvisacions de música psicodèlica les sessions obertes de consum d'LSD (acid tests) organitzades per Kesey. Durant algun temps, Kesey i Timothy Leary van representar dos enfocaments complementaris de la naixent contracultura: irreverent i imprevisible el de Kesey, ritualizat i messiànic el de Leary. Així, doncs, mentre Leary, que provenia d'un ambient científic universitari, buscava inspiració per als viatges amb LSD en textos exòtics i prestigiosos com el Llibre tibetà dels morts, Kesey, autodidacta, preferia inspirar-se en la cultura pop estatunidenca (còmic, ciència-ficció i rock and roll).
El paper de Kesey com a conillet d'índies mèdic, així com la seva estada treballant a l'hospital de l'Administració de Veterans, van inspirar One Flew Over the Cuckoo's Nest. L'èxit del llibre, així com la demolició de les cabanes de Perry Lane l'agost de 1963, li van permetre traslladar-se a una casa de troncs a La Honda, Califòrnia, un poble rústic a les muntanyes de Santa Cruz a 15 milles al sud-oest de la Universitat Stanford. Sovint va entretenir amics i molts altres amb festes que va anomenar Acid Tests, amb música (inclosos els Anonymous Artists of America i la banda preferida de Kesey, Grateful Dead), llums negres, pintura fluorescent, llums estroboscòpics, LSD i altres efectes psicodèlics. Aquestes festes van ser descrites en alguns dels poemes d'Allen Ginsberg i van servir de base per a The Electric Kool-Aid Acid Test de Tom Wolfe, un dels primers exemples de la novel·la de no-ficció. Altres relats de primera mà dels Acid Tests apareixen a Living with the Dead de Rock Scully i David Dalton, Hell's Angels: The Strange and Terrible Saga of the Outlaw Motorcycle Gangs de Hunter S. Thompson i les memòries de 1967 Hells Angels Freewheelin Frank: Secretary of the Àngels (Frank Reynolds; escrit fantasma per Michael McClure).

### Algú va volar sobre el niu del cucut
Mentre estava matriculat a la Universitat d'Oregon el 1957, Kesey va escriure End of Autumn; segons Rick Dogson, la novel·la es va centrar en l'explotació d'atletes universitaris explicant la història d'un jugador de futbol que estava pensant en el joc. Kesey va arribar a considerar l'obra inèdita com a juvenil, però un fragment va servir com a mostra de l'aplicació del Stanford Creative Writing Center.
Durant el seu any de Woodrow Wilson Fellowship, Kesey va escriure Zoo, una novel·la sobre beatniks que vivien a la comunitat de North Beach de San Francisco, però mai es va publicar.
La inspiració per Algú va volar sobre el niu del cucut va venir mentre Kesey treballava el torn de nit amb Gordon Lish a l'Hospital de Veterans de Menlo Park. Allà, Kesey sovint passava temps parlant amb els pacients, de vegades sota la influència de les drogues al·lucinògenes amb les quals s'havia ofert per experimentar. No creia que aquests pacients fossin bojos, sinó que la societat els havia expulsat perquè no encaixaven amb les idees convencionals de com se suposava que la gent havia d'actuar i comportar-se. Publicada sota la direcció de Cowley el 1962, la novel·la va ser un èxit immediat; el 1963, Dale Wasserman l'ha adaptat a una exitosa obra teatral, i el 1975, Miloš Forman va dirigir una adaptació a la pantalla, que va guanyar els premis de l'Acadèmia Big Five: millor pel·lícula, millor actor (Jack Nicholson), millor actriu (Louise). Fletcher), Millor director (Forman) i Millor guió adaptat (Lawrence Hauben i Bo Goldman).
Va assolir notorietat amb la seva primera novel·la, One Flew Over the Cuckoo's Nest, basada en les seves vivències com a voluntari («conillet d'índies humà») en els experiments amb drogues psicotròpiques del Govern dels Estats Units a Menlo Park a la fi de la dècada del 1950. Kesey va conèixer d'aquesta manera l'LSD, substància psicoactiva que va transformar profundament la seva percepció de la realitat social i personal. A la fi de la dècada del 1960, la persecució policial i el cansament per la repetició de les mateixes fórmules expressives, que començaven a repetir-se, van portar Kesey a donar per superada l'experimentació amb drogues. Malgrat això, va romandre fins a la seva mort com una de les figures emblemàtiques de l'underground contestatari. Un dels seus últims treballs va ser un assaig sobre la pau per a la revista Rolling Stone.
Kesey originalment estava involucrat en la pel·lícula, però va deixar dues setmanes de producció. Va afirmar no haver vist mai la pel·lícula a causa d'una disputa sobre els 20.000 dòlars que li van pagar inicialment pels drets de la pel·lícula. Kesey detestava que, a diferència del llibre, la pel·lícula no fos narrada pel cap Bromden, i no estava d'acord amb el càsting de Jack Nicholson com a Randle McMurphy (volia Gene Hackman). Malgrat això, Faye Kesey ha dit que el seu marit en general donava suport a la pel·lícula i estava content que s'hagués fet.

### Merry Pranksters
Quan l'any 1964 la publicació de la seva segona novel·la, Sometimes a Great Notion, va requerir la seva presència a Nova York, Kesey, Neal Cassady i altres en un grup d'amics anomenats Merry Pranksters van fer un viatge a través del país en un autobús escolar anomenat Furthur. Aquest viatge, descrit a The Electric Kool-Aid Acid Test de Tom Wolfe (i més tard al guió no produït de Kesey, The Furthur Inquiry), va ser l'intent del grup de crear art a partir de la vida quotidiana i experimentar l'Amèrica de les carreteres amb LSD. No obstant això, Kesey mai no va donar la seva aprovació al relat de Wolfe, que considerava superficial i aliè a l'esperit dels fets. En una entrevista després d'arribar a Nova York, Kesey va dir: «El sentit de la comunicació en aquest país gairebé s'ha atrofiat. Però a mesura que anàvem, vam descobrir que era més fàcil establir contacte amb la gent. Si la gent pogués entendre, és possible ser diferent sense ser una amenaça». Es va rodar una gran quantitat d'imatges de 16 mm durant el viatge, que va romandre en gran part sense veure fins a l'estrena de la pel·lícula Magic Trip de 2011 d'Alex Gibney i Alison Elwood.
Després del viatge amb autobús, els Pranksters van organitzar festes que van anomenar Acid Tests per la zona de la badia de San Francisco des de 1965 fins a 1966. A Nova York, Cassady va presentar Kesey a Jack Kerouac i Allen Ginsberg, que els va convertir en Timothy Leary. De vegades, una gran noció va inspirar una pel·lícula de 1970 protagonitzada i dirigida per Paul Newman; va ser nominada a dos premis de l'Acadèmia, i el 1972 va ser la primera pel·lícula mostrada per la nova cadena de televisió HBO, a Wilkes-Barre, Pennsilvània.
El 1965, Kesey va ser arrestat a La Honda per possessió de marihuana. En un intent d'enganyar la policia, va fingir el suïcidi fent que els amics deixessin el seu camió en una carretera al costat d’Eureka, juntament amb una elaborada nota de suïcidi. Kesey va fugir a Mèxic al darrere del cotxe d'un amic. Va tornar als Estats Units vuit mesos després. El 17 de gener de 1966, Kesey va ser condemnat a sis mesos a la presó del comtat de San Mateo a Redwood City, Califòrnia. Dues nits després, va ser arrestat de nou, aquesta vegada amb Carolyn Adams, mentre fumava marihuana al terrat de la casa de Stewart Brand Telegraph Hill a San Francisco. En ser alliberat, es va traslladar de nou a la granja familiar de Pleasant Hill, Oregon, a la vall de Willamette, on va passar la resta de la seva vida. Va escriure molts articles, llibres (majoritàriament col·leccions dels seus articles) i contes durant aquest temps.

## Mort del fill
El 23 de gener de 1984, el fill de 20 anys de Kesey, Jed, lluitador de la Universitat d'Oregon, va patir greus ferides al cap de camí a Pullman, Washington, quan la furgoneta cedida de l'equip es va estavellar després de lliscar-se d'una carretera gelada. Dos dies després a l'Hospital Deaconess de Spokane, va ser declarat mort cerebral i els seus pares van donar permís perquè els seus òrgans fossin donats.
La mort de Jed va afectar profundament a Kesey, que més tard va qualificar Jed de víctima de polítiques que havien mort l'equip de finançament. Va escriure al senador Mark Hatfield:
| « | I vaig començar a enfadar-me, senador. Finalment havia descobert on era lletja la culpa: que els diners que gastem per a la defensa nacional no ens defensaven dels dolents reals i propers, dels horribles dolents de la ignorància, el càncer, les malalties del cor i la mort per carretera. Quants autobusos escolars podrien estar equipats amb cinturons de seguretat amb els diners gastats per a una d'aquestes petxines de 16 polzades? | » |

En un concert de Grateful Dead poc després de la mort del promotor Bill Graham, Kesey va pronunciar un elogi, esmentant que Graham havia donat 1.000 dòlars per a un monument a Jed al cim del mont Pisgah, prop de la casa de Kesey a Pleasant Hill. El 1988, Kesey va donar 33.395 dòlars per a la compra d'un autobús per a l'equip de lluita de l'escola.

## Últims anys
Kesey va ser diagnosticat amb diabetis el 1992. El 1994, va fer una gira amb membres dels Merry Pranksters, interpretant una obra musical que va escriure sobre el mil·lenni anomenada Twister: A Ritual Reality. Molts amics i familiars vells i nous es van presentar per donar suport als Pranksters en aquesta gira, que els va portar des del Bumbershoot de Seattle al llarg de la costa oest, inclosa una carrera de dues nits exhaurida al The Fillmore de San Francisco fins a Boulder, Colorado, on van persuadir el poeta de la Beat Generation Allen Ginsberg perquè actués amb ells.
Kesey es va mantenir principalment a la seva vida domèstica a Pleasant Hill, preferint fer contribucions artístiques a Internet o fer revivals rituals en l'esperit de l'Acid Test. Al DVD de Grateful Dead The Closing of Winterland (2003) que documenta el concert d'Any Nou de 1978/1979 al Winterland Arena de San Francisco, Kesey apareix en una entrevista entre plató.
El 14 d'agost de 1997, Kesey i els seus Pranksters van assistir a un concert de Phish a Darien Lake, Nova York. Kesey and the Pranksters van aparèixer a l'escenari amb la banda i van fer una sessió de dansa-trance-jam en què van participar diversos personatges de El mag d'Oz i Frankenstein.
El juny de 2001, Kesey va ser el ponent principal a la cerimònia de graduació de The Evergreen State College. El seu últim treball important va ser un assaig per a la revista Rolling Stone demanant la pau després dels atacs de l'11 de setembre.

## Mort
El 1997, els problemes de salut van començar a debilitar Kesey, començant amb un ictus aquell any. El 25 d'octubre de 2001, Kesey es va operar al fetge al Sacred Heart Medical Center d'Eugene per eliminar un tumor; no es va recuperar i va morir de complicacions diverses setmanes després el 10 de novembre als 66 anys. Després d'un servei públic a Eugene, el seu cos va ser portat a la seva granja i enterrat al costat del seu fill Jed.

## Punts de vista sobre la religió
| « | No crec que la gent sigui l'espècie escollida, però crec que els jueus són –o van ser– el poble escollit. [Però] quan el tren que va arribar a l'estació fa 2.000 anys no s'assemblava al meu fill, el Messies, sinó a un beatnik amb sandàlies i un yarmulke Day-Glo, bé, el tren va esperar una estona perquè els escollits saltessin. a bord, després es va treure. Uns quants vagabunds que passaven l'estona al pati, la majoria de goyims mandrosos i de goyim, es van lliscar al vagó. | » |

## Obres
One Flew Over the Cuckoo's Nest (1962) (traducció catalana: Algú va volar per damunt del niu del cucut, ISBN 978-84-18558-03-0)